# Yolane Kukla
Pour les articles homonymes, voir Kukla.
Yolane Kukla est une nageuse australienne née le 29 septembre 1995 à Brisbane, dans le Queensland. 
Elle fait partie du relais féminin sacré champion olympique du 4 × 100 mètres nage libre aux Jeux olympiques d'été de 2012.